# Vladimír Fekete
Vladimír Fekete, S.D.B. (Bratislava, 11 de agosto de 1955) é um prelado eslovaco e prefeito apostólico do Azerbaijão com sede em Baku.

## Biografia
Depois de estudar matemática e geologia na Faculdade de Ciências Naturais da Universidade Comenius de Bratislava, Vladimir Fekete ingressou na Ordem Salesiana de Dom Bosco e emitiu a profissão em 15 de fevereiro de 1975. Em 30 de janeiro de 1983, foi ordenado sacerdote pelo bispo auxiliar de Berlim, Wolfgang Weider. Graduou-se em teologia católica pela Universidade de Viena (Mestrado 1995) e pela Universidade Católica de Lublin (licença 1999). De 1999 a 2005, Fekete foi Inspetor salesiano da Eslováquia. Depois de concluir a formação didática na Pontifícia Universidade Salesiana de Roma, desde 2006 é mestre de noviços dos Salesianos em Poprad.
Papa Bento XVI nomeou-o em 5 de novembro de 2009 Superior da Missão sui juris de Baku e, portanto, representante da Igreja Católica Romana no Azerbaijão. Em 4 de agosto de 2011, tornou-se Prefeito Apostólico do Azerbaijão com a elevação da Missão sui juris a Prefeitura Apostólica.
O Papa Francisco o elevou ao posto de bispo em 8 de dezembro de 2017 e o nomeou bispo titular de Municipa. O arcebispo da Cúria Paul Richard Gallagher deu-lhe a consagração episcopal em 11 de fevereiro do ano seguinte. Os co-consagradores foram o Arcebispo de Bratislava, Stanislav Zvolenský, e o Núncio Apostólico na Grécia, Dom Savio Hon Tai-Fai SDB.
Ele fala eslovaco, russo, polonês e italiano.